# Fifteenth United States Army
La Fifteenth United States Army fu un'armata dell'Esercito degli Stati Uniti. Attivato nell'agosto 1944 in piena seconda guerra mondiale, il quartier generale dell'armata fu inviato in Europa nel novembre seguente e quindi schierato sul fronte occidentale nel gennaio 1945, anche se inizialmente solo con compiti di amministrazione di retrovia e di addestramento.
La Fifteenth Army assunse ruoli più operativi alla fine di marzo 1945, quando fu incaricata di condurre le operazioni di blocco delle guarnigioni tedesche asserragliate nei porti di Lorient e Saint-Nazaire sulla costa della Francia, nonché di presidiare un tratto del fronte principale degli Alleati lungo il Reno; in quest'ultima veste, giocò un ruolo minore nel corso delle operazioni per l'eliminazione della sacca della Ruhr. Dopo la resa della Germania nazista la Fifteenth Army svolse compiti di occupazione e governo militare delle regioni tedesche a occidente del Reno, per poi essere ridotta a un comando con funzioni amministrative e archivistiche nella zona di occupazione statunitense in Germania; l'armata fu quindi disattivata il 31 gennaio 1946.

## Storia

### Creazione
Il quartier generale della Fifteenth United States Army fu attivato il 21 agosto 1944 presso la base militare di Fort Sam Houston in Texas, tramite il trasferimento di personale di stato maggiore dalla preesistente Fourth United States Army; non fu inizialmente designato un comandante specifico per la nuova formazione, ma il generale John Lucas, già alla guida della Fourth Army, assunse il comando di entrambe le armate. In vista di un imminente impiego dell'armata nel teatro di operazioni dell'Europa occidentale, il 30 ottobre un distaccamento avanzato del quartier generale della Fifteenth Army salpò da New York raggiungendo via nave Greenock in Scozia il 10 novembre seguente, per poi stabilire la propria sede a Doddington nell'Inghilterra nord-occidentale; il corpo centrale del quartier generale, ora guidato dal colonnello Louis Compton, salpò da New York il 15 novembre, raggiunse Gourock in Scozia il 22 novembre e si ricongiunse al distaccamento avanzato a Doddington due giorni più tardi. Il 25 novembre l'armata fu formalmente posta alle dipendenze del Twelfth United States Army Group del generale Omar Bradley; un distaccamento avanzato del quartier generale della Fifteenth Army fu quindi portato sul continente europeo e collocato il 14 dicembre presso lo Château d'Ardennes vicino Dinant in Belgio.
Il 16 dicembre le forze tedesche sferrarono una massiccia offensiva nelle Ardenne, mettendo in crisi lo schieramento delle forze statunitensi nel Belgio orientale. Il comando avanzato della Fifteenth Army lasciò quindi Dinant il 21 dicembre per trasferirsi prima a Cerfontaine e poi, il 24 dicembre, presso Suippes nelle vicinanze di Reims in Francia; il resto del quartier generale dell'armata lasciò Doddington il 25 dicembre per imbarcarsi a Southampton sulla nave da sbarco Empire Javelin e trasferirsi sul continente. La mattina del 28 dicembre, mentre era in navigazione nel canale de La Manica, la Empire Javelin fu immobilizzata da una violenta esplosione, non è chiaro se causata da una mina navale o da un siluro lanciato da un sommergibile tedesco: la nave affondò nel pomeriggio, ma il pronto intervento della fregata francese L'Escarmouche consentì di trarre in salvo buona parte delle persone presenti a bordo. Nel disastro, comunque, si contarono tredici dispersi e venti feriti tra gli occupanti della Empire Javelin. I superstiti del quartier generale della Fifteenth Army furono portati inizialmente a Portsmouth e quindi, sempre a bordo della L'Escarmouche, sbarcati a Le Havre il 29 dicembre, riunendosi al gruppo avanzato a Suippes il 3 gennaio 1945; il giorno prima il generale Ray E. Porter era stato nominato nuovo comandante dell'armata, ma fu sostituito già il 16 gennaio dal generale Leonard Gerow, un esperto comandante di corpo d'armata veterano delle operazioni sul fronte occidentale.

### Impiego a fronte

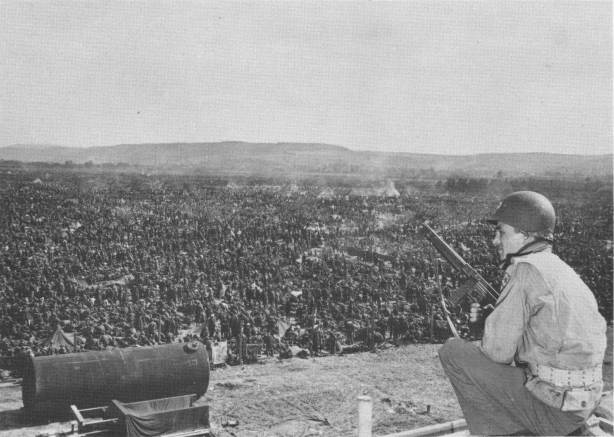
Un soldato statunitense monta la guardia a una massa di prigionieri tedeschi catturati dopo il collasso della sacca della Ruhr nell'aprile 1945

Il 16 febbraio 1945 il quartier generale della Fifteenth Army si trasferì nuovamente a Dinant in Belgio. Il primo incarico assegnato alla Fifteenth Army fu quello di centro di recupero e riequipaggiamento per le unità statunitensi logoratesi nel corso della campagna nelle Ardenne, nonché di addestramento e organizzazione delle nuove truppe sbarcate in rinforzo dalla madrepatria; l'armata ricevette anche la gestione amministrativa delle divisioni di riserva del Supreme Headquarters Allied Expeditionary Force (SHAEF) e la gestione della linea difensiva allestita sul fiume Mosa a sud di Liegi, compito quest'ultimo assegnato al XXII Corps del generale Ernest N. Harmon passato sotto il comando della Fifteenth Army all'inizio di gennaio 1945.
Il primo impiego operativo dell'armata si ebbe il 31 marzo 1945 quando la Fifteenth Army assunse il controllo del precedente Twelfth Army Group Coastal Command, incaricato di mantenere il blocco delle guarnigioni tedesche rimaste tagliate fuori e asserragliate nei porti fortificati di Lorient e Saint-Nazaire, lungo la costa occidentale della Francia; le forze assegnate al blocco si componevano di una divisione statunitense (la 66th Infantry Division) e due divisioni francesi. Le operazioni non videro alcuna grande offensiva contro le piazzeforti tedesche, e le unità franco-statunitensi si limitarono a condurre bombardamenti di artiglieria e azioni di pattugliamento e sorveglianza; furono negoziate varie tregue locali per permettere alla popolazione civile francese di sfollare dalle città assediate. Le operazioni di blocco proseguirono inalterate fino agli ultimi giorni di guerra in Europa: la guarnigione tedesca di Lorient si arrese senza condizioni il 7 maggio 1945, seguita il giorno dopo da quella di Saint-Nazaire.
Parallelamente a questo incarico, il 1º aprile 1945 la Fifteenth Army assunse il controllo di un tratto del fronte occidentale, schierandosi lungo la sponda ovest del Reno tra Bonn a sud e Neuss a nord, in mezzo tra la Ninth United States Army a settentrione e la First United States Army a meridione; la Fifteenth Army si componeva ancora fondamentalmente del solo XXII Corps di Harmon, schierato in linea lungo il Reno, mentre il XXIII Corps del generale Hugh Joseph Gaffey era ancora in fase di organizzazione nelle retrovie. All'armata fu assegnato anche l'incarico di forza di occupazione e governo militare delle regioni tedesche appena occupate dalle forze statunitensi nelle offensive di febbraio-marzo 1945: il XXII Corps assunse l'occupazione delle regioni di Düsseldorf, Aquisgrana e Colonia in Renania, mentre al XXIII Corps furono affidate le zone di Treviri e Coblenza oltre al Palatinato, alla Saarland e alla porzione dell'Assia a occidente del Reno. Il coinvolgimento del XXII Corps nelle operazioni belliche fu alquanto passivo, visto che il corpo si limitò a presidiare la riva del Reno mentre la Ninth e la First Army statunitensi chiudevano da nord e da sud la vasta "sacca della Ruhr"; attaccata da nord, sud ed est, la sacca collassò infine il 21 aprile lasciando più di 300000 prigionieri tedeschi in mano agli statunitensi. Dopo l'eliminazione della sacca la Fifteenth Army, il cui quartier generale fu spostato il 16 aprile a Bad Neuenahr nel Palatinato, rimase impegnata in compiti di occupazione nella Germania occidentale, estendendo la sua area di competenza anche ad alcune zone a oriente del Reno; tra i vari compiti svolti in quel periodo, l'armata si occupò di stabilire un cordone sanitario lungo il Reno per impedire che i movimenti delle persone da un lato all'altro del fiume favorissero la trasmissione di malattie contagiose, di ripristinare le strutture industriali della Ruhr al fine di produrre beni essenziali per le forze di occupazione e la popolazione civile, e di gestire l'alloggiamento e il rimpatrio dell'enorme massa di lavoratori forzati stranieri liberati dalle fabbriche tedesche.

### Dopo la guerra

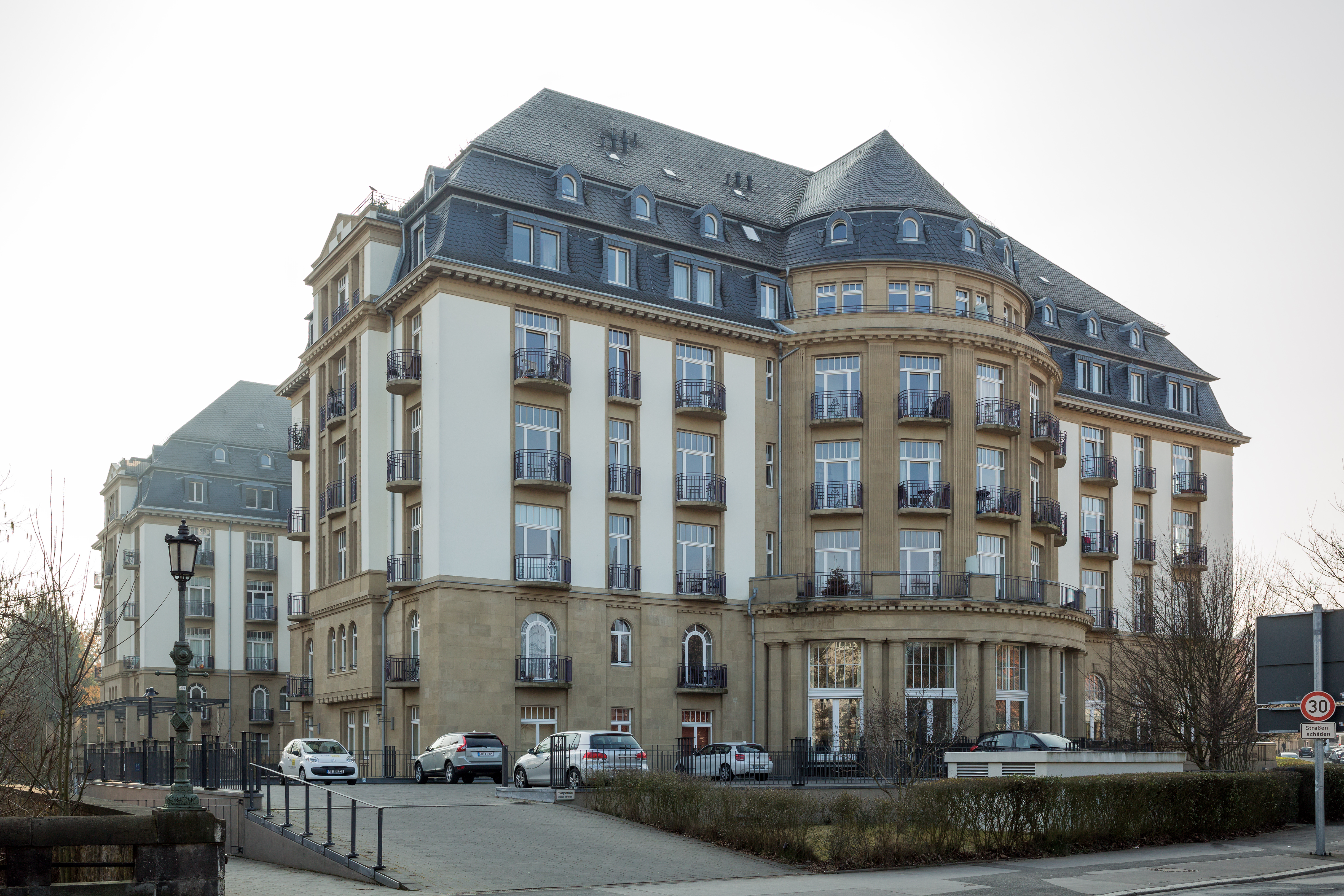
Veduta odierna del Grand Hotel di Bad Nauheim, ultimo quartier generale della Fifteenth Army dal luglio 1945 al gennaio 1946

Dopo la capitolazione della Germania nazista l'8 maggio 1945 e la fine della seconda guerra mondiale in Europa, la Fifteenth Army continuò a svolgere i suoi compiti di forza di occupazione. A ovest, l'armata gestì il disarmo delle guarnigioni tedesche di Lorient e Saint-Nazaire e si prese in carico tutti i civili non francesi presenti nelle due città, prima di cederne il controllo alle autorità francesi rispettivamente il 18 e il 20 maggio. A est, la Fifteenth Army continuò a gestire il governo militare della zone della Renania, del Palatinato e della Saarland occupate dalle forze statunitensi, curando il ripristino delle locali autorità civili, delle attività economiche e dei trasporti, nonché la sicurezza pubblica, l'avvio del processo di denazificazione e la ricerca dei criminali di guerra tedeschi. Con la definizione dei confini delle zone di occupazione della Germania, il 15 giugno 1945 il XXII Corps cedette la sua area di competenza in Renania alle truppe britanniche, mentre il 10 luglio il XXIII Corps cedette Palatinato e Saarland al controllo delle truppe francesi.
Dopo quella data, la Fifteenth Army fu ridotta a uno scheletro: le unità operative furono ritirate dall'ordine di battaglia dell'armata, e l'organico della formazione venne ridotto a un piccolo gruppo di personale amministrativo e dei servizi; trasferito a Bad Nauheim in Assia, il quartier generale dell'armata ricevette l'incarico di redigere una storia completa delle recenti operazioni di combattimento statunitensi in Europa e di documentare le lezioni tattiche apprese da essi. Il 2 ottobre 1945 il generale George Smith Patton subentrò al generale Gerow nel comando dell'armata, un avvicendamento imposto come una sorta di demansionamento per lo stesso Patton. Già comandante della Third United States Army e uno dei più popolari generali statunitensi durante il conflitto, nel dopoguerra Patton era diventato governatore militare della zona di occupazione statunitense in Baviera, ma si era ben presto messo in cattiva luce a causa delle sue blande politiche di denazificazione degli apparati locali e, dopo aver rilasciato diverse dichiarazioni pubbliche rispettose verso il nazismo, era entrato in grave urto con il comandante supremo delle forze alleate Dwight D. Eisenhower, che lo aveva privato del suo ruolo relegandolo al meno prestigioso comando della Fifteenth Army. Poco più di due mesi dopo aver assunto il comando, il 21 dicembre 1945 Patton morì per le conseguenze di un incidente stradale di cui era caduto vittima il 9 dicembre precedente. Il generale Hobart R. Gay, già capo di stato maggiore di Patton, gli subentrò al comando dell'armata, incarico che comunque mantenne solo per poco più di un mese: il 31 gennaio 1946 la Fifteenth Army venne sciolta e il suo quartier generale fu disattivato.